# Passer italiae
El gorrión italiano (Passer italiae), también conocido como gorrión casero o gorrión moruno, es una especie de ave paseriforme de la familia Passeridae, encontrado en Italia y otras partes de la cuenca del Mediterráneo. En apariencia, es intermedio entre el gorrión común, y el gorrión moruno, una especie del Mediterráneo y Asia Central estrechamente relacionada con el gorrión común. El gorrión italiano se presenta en el norte de Italia y en las regiones vecinas, solapándose con el gorrión común en una zona de contacto muy estrecha en los Alpes.
Ha habido mucho debate sobre los orígenes y el estatus taxonómico de esta especie, especialmente teniendo en cuenta su posible origen híbrido. Algunos la han clasificado como una subespecie del gorrión común, una subespecie del gorrión moruno, o como una especie distinta. Un análisis de ADN por Glenn-Peter Sætre et al publicado en 2011 indica el origen del gorrión italiano a través de la hibridación entre gorriones morunos y comunes, Sætre et al afirma que dados sus orígenes y la extensión limitada de la hibridación, es apoyado el tratamiento como especie distinta.

## Descripción
Es un pequeño pájaro fornido, con plumaje de color gris y marrón. Los sexos difieren en el plumaje, y ligeramente en longitud. Los machos tienen la cabeza modelada como la del gorrión moruno, con una corona castaña, la nuca, los lados de la cabeza y las mejillas blancas. Las partes superiores del macho son de color castaño brillante, y sus partes inferiores de color gris claro, carente de las rayas negras del gorrión moruno. El macho tiene un parche negro en la garganta y el pecho. Este parche, como gran parte del plumaje del macho, es apagado en el plumaje no reproductivo y es abrillantado por desgaste y acicalamiento. La hembra es casi idéntica a la hembra del gorrión común, pero difiere de la hembra del gorrión moruno por la ausencia de rayas negras en las partes inferiores. Ejemplares albinos son registrados ocasionalmente.
Es aproximadamente del mismo tamaño que el gorrión común con 14-16 centímetros de longitud. La cola es de 5,3 a 6 centímetros, el tarso 18,6 a 21 mm, y longitud de las alas para los machos es de 7,3 hasta 8,2 centímetros. El peso varía estacionalmente de 30 gramos en invierno a 26 g  en el verano.
Las vocalizaciones son similares a las del gorrión moruno y común. El macho da un chreep para anunciar la propiedad del nido, y una versión más rápida de esto como parte de exhibición del cortejo.

## Taxonomía
El estatus taxonómico del gorrión italiano ha sido un tema de debate. Se ha considerado diversamente como híbrido estable entre el gorrión común y el gorrión moruno, o subespecie de cualquiera de los dos. Algunas autoridades, incluyendo a muchos grupos de conservación, lo consideran un híbrido simple y lo ignoran. Los cromosomas son distintos a los del gorrión común, pero el ADN mitocondrial sugiere una estrecha relación con éste.
Un análisis de ADN por Jo Hermansen, Glenn-Peter Sætre y un grupo científicos de Noruega publicado en Molecular Ecology en 2011 indica que el gorrión italiano se originó como un híbrido entre los gorriones moruno y común. Tiene ADN mitocondrial de ambas especies progenitoras. Además, ahora se reproduce junto al gorrión moruno sin cruzamientos en las zonas donde se presentan ambas especies. A pesar de que se hibrida con el gorrión común en una zona de contacto escasamente poblada en los Alpes, la zona de contacto se caracteriza por cambios relativamente bruscos en el plumaje de machos específico de la especie, lo que sugiere que también puede haberse desarrollado un aislamiento reproductivo parcial entre estos dos taxones. Como un grupo genéticamente distinto que está reproductivamente aislado de las especies parentales, se debe reconocer como una especie separada, según Hermansen et al. 
Desde 2013 es reconocido como especie separada por el Congreso Ornitológico Internacional, reconocido como un ejemplo de especiación híbrida.

## Distribución y hábitat

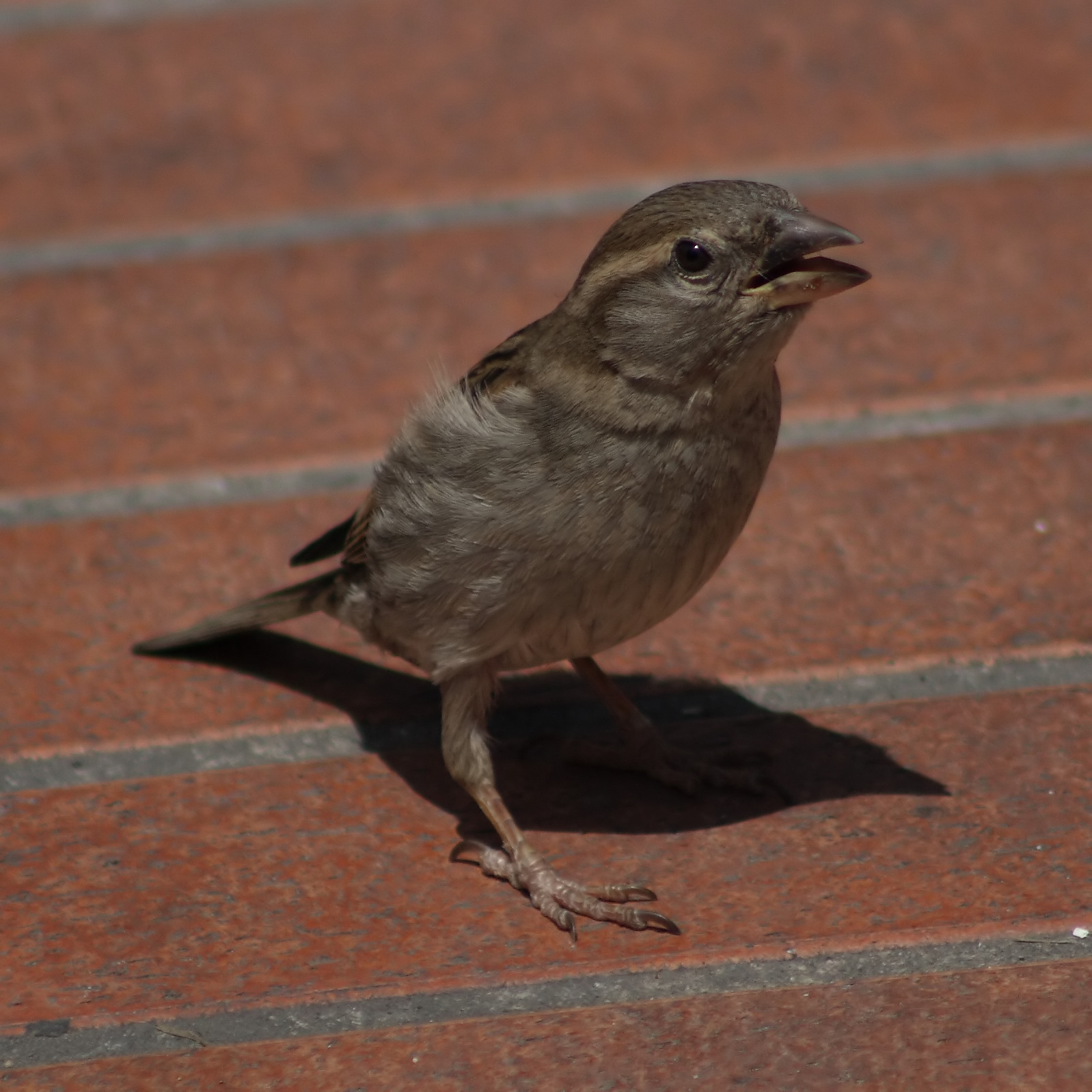
Hembra en Toscana

Se distribuye en el norte y centro de Italia, Córcega, y pequeñas partes de Francia, Suiza, Austria y Eslovenia. Su distribución fue descrita por el zoólogo italiano Enrico Hillyer Giglioli en 1881. En el borde septentrional de su área de distribución en los Alpes del Sur, hay una estrecha zona de hibridación de alrededor de 20-30 km de ancho, con el gorrión común. En el sur de Italia, hay una tendencia clinal gradual con el gorrión moruno, con aves cada vez más similares a este en apariencia y ecología, a partir de alrededor de Nápoles hasta el oeste de Sicilia, las aves se parecen a los gorriones morunos puros. Sin embargo, esta tendencia puede ser superficial, y el Manual de las Aves del Mundo reconoce a las aves de Sicilia y Creta como gorriones italianos.
Está asociado con las viviendas humanas, habitando en pueblos, ciudades y zonas agrícolas. En la mayoría de ciudades de Italia, comparte el entorno urbano con el gorrión molinero (Passer montanus), y en algunas partes de Nápoles, es reemplazado en su totalidad por esta especie.
Se cree que tiene una población de 5 a 10 millones de parejas reproductoras, de 750 000 a 900 000 en las zonas urbanas. Tiene una densidad de población de 58 a 160 parejas por kilómetro cuadrado. Hasta mediados de la década de 1990, su población aumentó constantemente, probablemente debido a un aumento de la urbanización. Entre 2000 y 2005, la población del gorrión italiano en Italia se redujo un 27,1 por ciento, lo que refleja la disminución del gorrión común en toda Europa. Entre 1998 y 2008, la población urbana se redujo en un 50 por ciento. Un estudio sobre el estado de la especie lista un gran número de causas posibles para el declive de la población, incluyendo la escasez de alimentos de insectos, la intensificación agrícola y la reducción de zonas verdes. El gorrión italiano es una de las aves más comunes en las ciudades italianas, pero otras especies, incluyendo el jilguero europeo, son ahora más frecuentes.

## Comportamiento

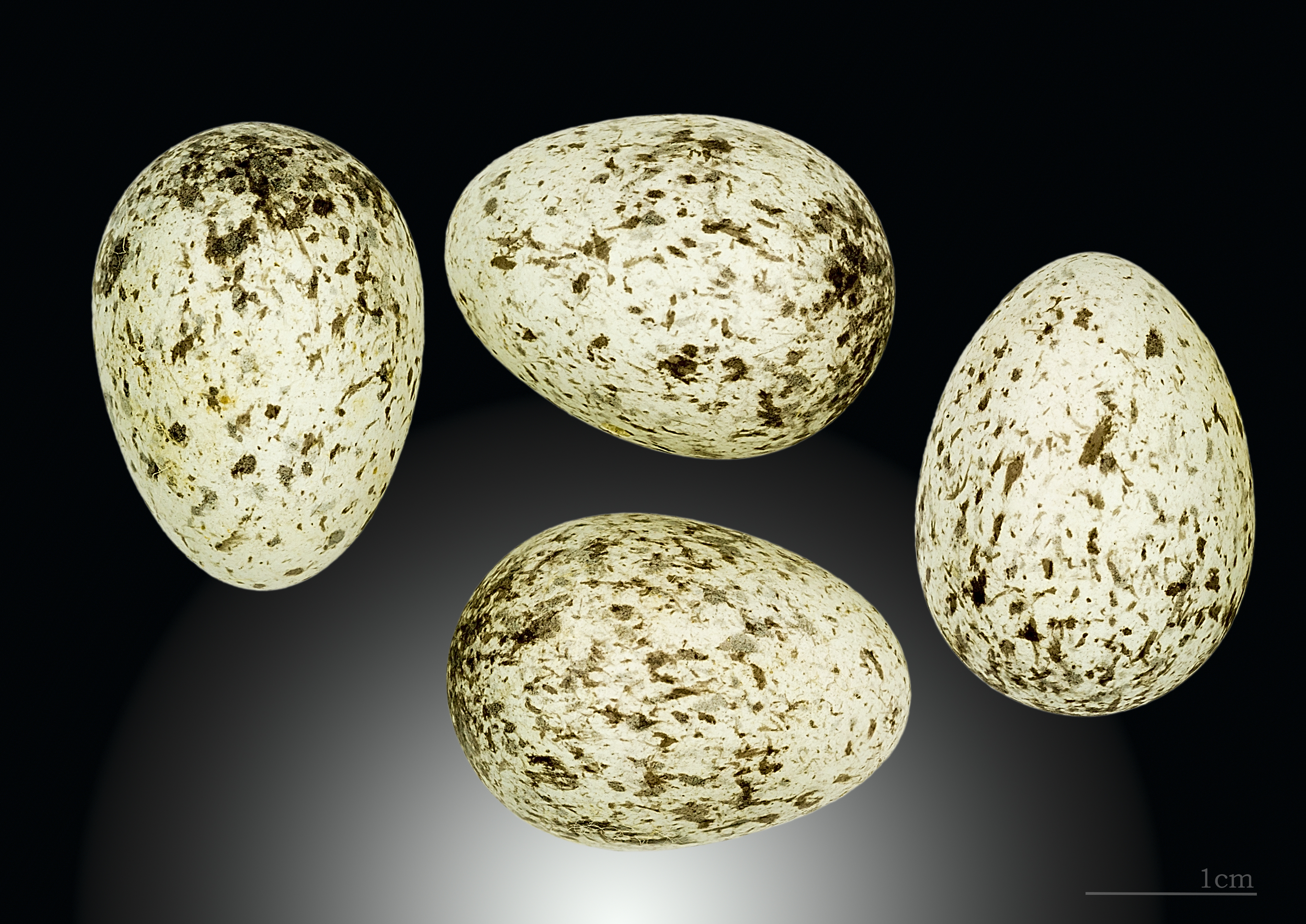
Huevos procedentes la colección del MHNT

El comportamiento del gorrión italiano es similar en muchos aspectos al del gorrión común. Es un ave social, que se alimenta principalmente de semillas e insectos.
Es sobre todo sedentaria, pero vaga hasta cierto punto fuera de su época de reproducción. Estos vagabundeos son en su mayoría locales, pero pueden extenderse hacia el sur de Francia. Del mismo modo, el gorrión común a veces se presenta como un visitante de invierno en el norte de Italia.
Además de la integración con los gorriones morunos y comunes, el gorrión italiano ha sido registrado hibridado con el gorrión molinero. Los huevos no parecen diferir de los del gorrión común. Las nidadas puede contener de dos a ocho huevos, con un promedio de alrededor de 5,2.